# Nermin Özses
Nermin Özses (* 1. Januar 1930 als Silvana Panpani; † 1. Januar 1987) war eine türkische Schauspielerin griechischer Abstammung.

## Leben und Karriere
Özses begann ihre Karriere in den 1950er Jahren als Theaterschauspielerin und erlangte in den 1960ern durch Rollen in Operetten und Theaterstücken Aufmerksamkeit. Ab 1967 wechselte sie zur Filmindustrie und trat in zahlreichen türkischen Filmen auf, oft in Nebenrollen.
Özses war besonders in den 1970er und 1980er Jahren in der türkischen Filmbranche aktiv und arbeitete häufig mit bekannten Schauspielern wie Kemal Sunal zusammen. Sie spielte unter anderem in populären Filmen wie Çöpçüler Kralı und Salako mit. Ihre Karriere umfasste über hundert Filme.
Nermin Özses verstarb im Alter von 57 Jahren und wurde auf dem Griechisch-Orthodoxen Friedhof in Şişli beigesetzt.

## Filmografie (Auswahl)
- 1964: Ayşecik Çıtı Pıtı Kız
- 1965: Yankesicinin Aşkı
- 1966: Çalıkuşu
- 1967: Zengin Ve Serseri
- 1971: Keloğlan Aramızda
- 1971: Üç Arkadaş
- 1972: Sezercik Aslan Parçası
- 1979: Kanun Gücü
- 1979: Seven Sevene
- 1979: Kuma
- 1980: Banker Bilo
- 1980: Devlet Kuşu
- 1981: Davaro
- 1981: Üç Kağıtçı
- 1982: İffet